# Ulick Richardson Evans
Ulick Richardson Evans (* 31. März 1889 in Wimbledon; † 3. April 1980 in Cambridge) war ein englischer Chemiker, der sich vor allem mit der Korrosion von Metallen befasst hat. Er arbeitete an der Universität Cambridge und gilt als der „Vater der modernen Wissenschaft der Korrosion und des Korrosionsschutzes von Metallen“ oder kurz als „Vater der Korrosionsforschung“.

## Leben
Evans wurde in Wimbledon, das heute zu London gehört, geboren. Er wurde von 1902 bis 1907 am Marlborough College in Marlborough und 1907 bis 1911 am King’s College in Cambridge ausgebildet, wobei er auch vom Metallurgen Charles Heycock betreut wurde. Danach forschte er zur Elektrochemie, ein Jahr in Wiesbaden in der Gruppe von Heinrich Fresenius und danach in London bei Samuel und Eric Rideal. Seine Studien wurden durch den Ersten Weltkrieg unterbrochen: 1914 bis 1919 leistete er Dienst in der Armee, meist im Nahen Osten. Nach dem Krieg kehrte er nach Cambridge zurück. Dort begann er mit seiner Forschung zur Korrosion und Oxidation von Metallen, die ihn dann sein gesamtes Arbeitsleben beschäftigte. Anlässlich seiner Aufnahme in die Royal Society im Jahr 1949 wurde er „eine der führenden Autoritäten zur Metallkorrosion“ genannt, und auf seine Experimente mit variierender Luftzufuhr hingewiesen.
Evans war ein sehr aktiver Sportler, vor allem im Freien und insbesondere im Querfeldeinlauf, aber auch im Schwimmen und Bergsteigen. Er war 40 Jahre lang Vizepräsident des Querfeldeinlaufvereins seiner Universität und nahm mit seinen Kollegen an mehreren Rennen teil. Das Bergsteigen übte er vor allem im Lake District aus, aber auch in den Dolomiten und den Alpen Österreichs. Evans wurde 1954 pensioniert, arbeitete aber weiter und veröffentlichte bis ins hohe Alter noch weitere Schriften zur Korrosion. Er starb 1980 in Cambridge.

## Werke
Evans hat über 200 wissenschaftliche Veröffentlichungen zum Thema Korrosion verfasst, zusätzlich mehrere umfangreiche Bücher.

### Buchpublikationen
- Metals and Metallic Compounds, vier Bände, 1923[3]
- Corrosion of Metals, 1924 (2. Auflage 1926[4], deutsche Übersetzung 1926[5], französische Ausgabe 1928[6])
- Metallic Corrosion, Passivity and Protection, 1937[7], deutsche Ausgabe Korrosion, Passivität und Oberflächenschutz von Metallen 1939[8], zweite englische Ausgabe 1946
- An Introduction to Metal Corrosion, 1948, zweite englische Ausgabe 1963[9], deutsche Übersetzung Einführung in die Korrosion der Metalle, 1965[10]
- Corrosion and Oxidation of Metals, 1960 (mit umfangreichen Ergänzungsbänden 1968 und 1976)
- Rusting of Iron: Causes and Control, 1972[11]

### Evans-Diagramm
Ein Evans-Diagramm ist eine Auftragung der Potentiale von Anoden- und Kathodenvorgängen gegen die Stromdichte bzw. gegen den Logarithmus der Stromdichte – im letzteren Fall kann die Auftragung Tafelgeraden ergeben. Es dient zur Bestimmung des Korrosionspotentials und der Korrosionsstromdichte, woraus sich z. B. Abtragungsraten abschätzen lassen.

### Zeitschriftenbeiträge (Auswahl)
Zu den am häufigsten zitierten Arbeiten Evans’ zählen:
- The laws of expanding circles and spheres in relation to the lateral growth of surface films and the grain-size of metals, 1945[13]
- The causes of the localized character of corrosion on aluminium, mit C. Edeleanu, 1951[14]
- Electrochemical mechanism of atmospheric rusting, 1965[15]
- Mechanism of rusting, 1969[16]
- Mechanism of atmospheric rusting, mit C.A.J. Taylor, 1972[17]

## Auszeichnungen (Auswahl)
- 1930 erhielt Evans die Beilby Medal and Prize der Royal Society of Chemistry (für Arbeiten mit von außergewöhnlicher praktischer Bedeutung).[18][19]
- 1948 Willis-Rodney-Whitney-Preis der damals US-amerikanischen National Association of Corrosion Engineers, heute NACE International[20]
- Im März 1949 wurde er zum Mitglied (Fellow) der Royal Society in London gewählt.[2]
- 1955: Palladium-Medaille der Electrochemical Society.[21]
- 1973: Commander of the Order of the British Empire CBE[22]